# Lubefu
Lubefu é uma vila da província de Sancuru, na República Democrática do Congo. É o centro administrativo do Território de Lubefu.
Lubefu foi estabelecida como uma estação de governo pela administração colonial belga, às margens do Rio Lubefu, cerca de 160 km a montante de Bena Dibele, uma cidade onde o rio Lubefu deságua no rio Sancuru.